# Sigmund Rascher
Sigmund Rascher (Monaco di Baviera, 12 febbraio 1909 – Dachau, 26 aprile 1945) è stato un militare e medico tedesco delle SS. I suoi esperimenti sulle persone, che furono fatti nel campo di concentramento di Dachau, sono stati giudicati disumani e criminali durante il processo di Norimberga.

## Biografia
Sigmund Rascher fu il terzo figlio del fisico Hanns-August Rascher. Il padre, fervido sostenitore di Rudolf Steiner, iscrisse il figlio ad una scuola Waldorf, un particolare tipo di istituto educativo i cui metodi si basavano proprio sulle tesi del suddetto. Tra il 1930 e il 1931 concluse gli studi scolastici a Costanza. Nel 1933 iniziò a studiare Medicina a Monaco, dove aderì al partito Nazista. Il giorno preciso in cui ha aderito al partito non è certo, in quanto Rascher sosteneva che fosse il primo marzo mentre i documenti attestano che si trattasse del primo maggio. Questo dettaglio è rilevante in quanto la data sostenuta da Rascher è antecedente alla vittoria nazista alle elezioni del 5 marzo 1933, mentre l'altra data è successiva al consolidamento del potere di Hitler con il Decreto dei pieni poteri.
Dopo il prakticum (tirocinio), lavorò con suo padre a Basilea, in Svizzera, dove continuò i suoi studi entrando a far parte dell'Esercito svizzero. Nel 1934 si trasferì a Monaco dove terminò gli studi e ricevette il Dottorato nel 1936.
Nel maggio 1936 Rascher entrò a far parte delle SA. Nel 1939 passò alle SS con il rango di SS-Mann (soldato).
A Monaco il medico lavorò con il Professor Trumpp dal 1936 al 1938 sulla diagnostica del cancro e fino al 1939 fu fisico assistente all'ospedale Schwabinger Krankenhaus di Monaco.

## Carriera nelle SS
Nel 1939 Rascher denunciò suo padre e si unì alle SS dove venne reclutato nella Luftwaffe. La relazione ed il successivo matrimonio con l'ex cantante Karoline Diehl gli permise di avere un contatto diretto con il Reichsführer-SS, Heinrich Himmler. La conoscenza di Himmler fece acquisire a Rascher grande influenza, anche sui suoi superiori. Diehl potrebbe essere stata un'ex amante di Himmler dal momento che intratteneva con lui una fitta corrispondenza e spesso gli scriveva per conto di suo marito.
Una settimana dopo il primo incontro con Himmler, Rascher presentò un documento ‘'Resoconto sullo sviluppo e la soluzione di alcuni compiti assegnati al Reichsführer durante una discussione tenutasi il 24 aprile 1939'’. Grazie alla sua influente amicizia, il medico fu coinvolto nel testare un estratto di pianta come cura per il cancro. Kurt Blome, vicesegretario di stato della sanità e plenipotenziario per la ricerca sul cancro nel consiglio di ricerca del Reich, preferiva testare tale cura sui roditori, ma Rascher insistette per utilizzare cavie umane. E così Himmler, volendo accontentare l'amico, fece costruire a Dachau una base adibita alla sperimentazione umana sul cancro. Blome stesso prese parte al progetto.

## Esperimenti di decompressione
All'inizio del 1941 Rascher, che a quei tempi era capitano del Servizio Medico della Luftwaffe, sostenne che era necessario fare esperimenti ad alta/bassa pressione su esseri umani. Mentre frequentava un corso di Medicina Aeronautica a Monaco, Rascher scrisse una lettera a Himmler, affermando che le lezioni includevano ricerche su voli ad alta quota e che era dispiaciuto che non era stato possibile effettuare alcun test con esseri umani poiché, essendo molto pericolosi, nessuno si offriva volontario. Così il medico chiese a Himmler di mettergli a disposizione degli uomini, affermando francamente che gli esperimenti potevano essere fatali, ma che i precedenti test con le scimmie erano risultati insoddisfacenti. Rudolf Brandt, assistente di Himmler, rispose informandolo che gli sarebbero stati messi a disposizione alcuni prigionieri. Successivamente Rascher scrisse nuovamente a Brandt, chiedendogli il permesso di portare avanti i suoi esperimenti a Dachau. I progetti per questi esperimenti furono discussi all'inizio del 1942, durante una conferenza a cui parteciparono Rascher e i membri del Servizio Medico della Luftwaffe. Gli esperimenti vennero eseguiti durante la primavera e l'estate dello stesso anno, usando una camera di decompressione portatile fornita dalla Luftwaffe. Le vittime venivano chiuse nella camera, la cui pressione veniva abbassata a livelli corrispondenti a quelli delle alte quote. La pressione poteva essere alterata velocemente, permettendo così a Rascher di simulare le condizioni che avrebbe vissuto un pilota in caduta in libera da un'alta quota in assenza di ossigeno. Dopo aver visto un resoconto di uno di questi esperimenti fatali, Himmler decise che se un soggetto fosse sopravvissuto ad un simile esperimento, doveva essere liberato. Rascher rispose ad Himmler che le vittime dovevano essere soltanto Polacchi e Russi e che non avrebbero dovuto ricevere alcuna amnistia.

## Esperimenti sul congelamento
Rascher condusse i cosiddetti ‘'esperimenti di congelamento'’ per conto della Luftwaffe, dove vennero utilizzate 300 cavie umane. Questi esperimenti furono eseguiti anche a Dachau, una volta conclusi quelli sulla decompressione. L'intento era quello di determinare il miglior modo per riscaldare i piloti tedeschi, qualora fossero stati abbattuti nelle vicinanze del mare del nord, andando incontro a ipotermia.
Le vittime di Rascher vennero obbligate a rimanere nude all'aperto con temperature glaciali fino a 14 ore, o tenute in vasche di acqua gelata per oltre 3 ore. Le loro pulsazioni e temperatura interna venivano misurate attraverso una serie di elettrodi. Il riscaldamento delle vittime veniva tentato attraverso diversi metodi (il più frequentemente utilizzato ed il più soddisfacente era l'immersione in una vasca di acqua calda). 
L'ideatore dei cosiddetti ‘'esperimenti sul congelamento'’ fu il dottor Erich Hippke, capo del servizio medico della Luftwaffe.
Himmler partecipò ad alcuni degli esperimenti e consigliò a Rascher di recarsi nei villaggi del mare del nord per studiare come i pescatori riscaldavano le vittime del freddo estremo. A quanto si dice, Himmler sosteneva che in quei luoghi le donne usavano riscaldare i loro mariti in ipotermia attraverso il calore del loro corpo, aggiungendo che il riscaldamento naturale fosse decisamente più efficace di quello artificiale. Pertanto Rascher decise di fare alcuni esperimenti su queste tecniche tradizionali: quattro donne Rom vennero mandate dal campo di concentramento di Ravensbruck e il riscaldamento fu tentato mettendo la vittima dell'ipotermia tra due donne nude. Durante una conferenza medica tenutasi a Norimberga nel 1942, vennero presentati i risultati degli esperimenti sotto i titoli di ‘'Prevenzione e trattamento del congelamento‘' e ‘'Riscaldarsi dopo un congelamento pericoloso".
Rascher, che al tempo era stato trasferito alle Waffen SS, era impaziente di ottenere le qualifiche necessarie per un posto universitario di alto livello. Il suo curriculum, basato sulle ricerche da lui realizzate, venne respinto. Tuttavia a Monaco, a Marburgo e a Francoforte, quei risultati furono comunque resi disponibili per uno scrutinio pubblico. Molti anni dopo, alcuni investigatori americani conclusero che Rascher era stato solo una conveniente facciata per il capo chirurgo della Luftwaffe Erich Hippke, che era stato il vero ideatore degli esperimenti di Rascher. Ricerche simili furono condotti da luglio a settembre 1944, poiché l'Ahnenerbe aveva fornito spazi e materiali ai medici di Dachau per intraprendere esperimenti direttamente nell'acqua di mare, specialmente attraverso Wolfram Sievers. Infine, a Dachau, Rascher sviluppò capsule di cianuro che potevano essere facilmente utilizzate sia per uccidere che per il suicidio.

## Esperimenti sulla coagulazione del sangue
Rascher studiò anche gli effetti del Polygal, una sostanza fatta dalla barbabietola e dalla pectina delle mele, che stimolava la coagulazione del sangue. Affermò che l'uso preventivo del farmaco avrebbe ridotto il sanguinamento da ferite di arma da fuoco sofferte in battaglia o durante interventi chirurgici. Durante gli esperimenti, alle cavie veniva somministrato il Polygal e successivamente venivano ferito il collo, il petto, oppure gli venivano amputate le gambe senza anestesia per studiarne gli effetti. Quindi Rascher pubblicò un articolo sui suoi esperimenti, senza fornire ovviamente dettagli sulla sperimentazione su cavie umane, ed inoltre aprì una compagnia per produrre la sostanza in cui lavoravano i prigionieri.

## Vita privata e morte
Il medico tedesco provò a dimostrare che la crescita della popolazione nazionale poteva essere accelerata estendendo l'età fertile. A tal fine, Rascher pubblicizzò il fatto che sua moglie aveva partorito tre bambini anche dopo aver compiuto 48 anni e Himmler utilizzò una fotografia della famiglia del medico come materiale di propaganda. Tuttavia, durante la sua quarta gravidanza, la signora Rascher fu arrestata per aver cercato di rapire un bambino ed una investigazione rivelò che i suoi altri tre figli erano stati o comprati o rapiti. Himmler si sentì tradito da questo comportamento e il medico fu arrestato nell'aprile 1944. Oltre alla complicità nel rapimento dei tre bambini, Rascher fu anche accusato di irregolarità finanziarie, dell'omicidio del suo ex assistente di laboratorio e di frode scientifica. Sia lui che sua moglie vennero frettolosamente condannati senza processo ai campi di concentramento. Rascher fu imprigionato a Buchenwald dopo il suo arresto nel 1944, fino all'evacuazione del campo nell'aprile del 1945. Lui ed altri prigionieri furono poi portati a Dachau dove il medico fu giustiziato da un plotone di esecuzione il 26 aprile 1945, tre giorni prima che il campo fosse liberato dalle truppe americane.